# Уитни, Томас Портер
Томас Портер Уитни (англ. Thomas Porter Whitney; 26 января 1917, Толидо, штат Огайо — 2 декабря 2007, Нью-Йорк) — американский дипломат, журналист, писатель, переводчик, бизнесмен и благотворитель.

## Биография
Томас П. Уитни родился в г. Толидо (штат Огайо). В 1934 году окончил Академию Филлипса в Эксетере (штат Нью-Хэмпшир). Профессиональное образование получил в Амхерстском колледже (бакалавр, 1937) и Колумбийском университете (магистр по истории России, 1940).
Во время Второй мировой войны работал аналитиком в Управлении стратегических служб в Вашингтоне (округ Колумбия). В 1944—1947 годах служил в качестве атташе и начальника экономического отдела в посольстве США в Москве. В 1947—1953 годах работал московским корреспондентом информационного агентства Ассошиэйтед Пресс в Советском Союзе, последние годы был главой московского офиса. В 1953—1959 годах работал редактором в Ассошиэйтед Пресс в Нью-Йорке.
Впоследствии занимался книготорговым бизнесом, был владельцем сети книжных магазинов (Whitney Book Shops Connecticut).

## Литературная деятельность
Томас П. Уитни написал мемуары о своем девятилетнем пребывании в Советском Союзе, которые издал в 1962 году в Нью-Йорке под названием «Россия в моей жизни».
Томас П. Уитни перевел на английский язык роман «В круге первом» и художественно-историческое исследование «Архипелаг ГУЛАГ» Александра Исаевича Солженицына, которые были изданы в 1968 и 1974 годах соответственно.
В последующем перевел на английский язык мемуары советских диссидентов Пётра Григорьевича Григоренко («Воспоминание» изданы в 1980 году в Нью-Йорке) и Юрия Фёдоровича Орлова («Опасные мысли» изданы в 1991 году в Нью-Йорке).

## Благотворительная деятельность
В 1991 году передал в дар своей альма-матер свою большую коллекцию русских книг, периодических изданий и рукописей, которую собирал более 40 лет. На основе коллекции Томаса П. Уитни в Амхерстском колледже был основан Центр русской культуры.
В 2001 году Томас П. Уитни пожертвовал ещё Центру русской культуры свою коллекцию картин и рисунков, в основном русских художников. Его художественная коллекция состояла из более чем 400 предметов, в том числе работы Александра Родченко, Натальи Гончаровой, Льва Бакста и Марка Шагала.